# Оливера Митић
Оливера Митић (Смедерево, 1998) српски је књижевник, новинар и критичар.

## Биографија
Завршила је новинарство на Факултету за медије и комуникације, као и холандски језик, књижевност и културу на Филолошком факултету Универзитета у Београду.
Осим писања новинарских текстова, као и књижевних и позоришних критика, бави се и писањем прозе и маркетингом.
Дела су јој објављена у неколико књижевних часописа, зборника и алманаха.
Живи и ради у Београду.

## Награде
- Најбоља студентска прича Служебног гласника, 2021. и 2022.[3]
- Најбоља кратка прича Пирота, 2022.[3]
- Награда „Ђура Ђуканов”, 2022.[4]

## Дела
Кратке приче
- Бескрајне плаве честице, објављена у Макартовом зборнику „Приче из изолације“[1]
- Пљескавица, објављена је у „Рукописима 44“[1]
- Кућа, прича је ушла у зборник Службеног гласника за најбоље студентске приче 2021. године, као и у у најужи избор „Лазине куће за писце“ за најбољу приповетку 2021. године[1]

Књиге
- Самодисциплина, Народна библиотека „Јован Поповић”, 2022.[4][5]
- Китови који имају другачије фреквенције, Плато, 2023.[3]